# 峰州
峰州（峯州、ほうしゅう）は、中国王朝がかつてベトナムに置いた州。現在のフート省一帯に設置された。

## 概要
南朝陳のときに置かれた興州を前身とする。
589年（開皇9年）、隋が南朝陳を滅ぼすと、新昌郡が廃止されて、興州に編入された。598年（開皇18年）、興州は峰州と改称された。606年（大業2年）、峰州は交州に編入された。607年（大業3年）に州が廃止されて郡が置かれると、交州は交趾郡と改称された。
621年（武徳4年）、唐により交趾郡嘉寧県に峰州が置かれた。742年（天宝元年）、峰州は承化郡と改称された。758年（乾元元年）、承化郡は峰州の称にもどされた。峰州は安南都衛府に属し、嘉寧・承化・新昌・嵩山・珠緑の5県を管轄した。
938年、白藤江の戦いで呉権が南漢軍を撃退すると、中国の王朝による峰州支配は終わり、ベトナムの王朝の管轄下に入った。
十二使君の乱のときには、峰州は矯公罕の根拠地となった。